# Homps, Aude

Homps este o comună în departamentul Aude din sudul Franței. În 1 ianuarie 2022 avea o populație de 604 de locuitori.